# Élection présidentielle américaine de 2000 au Dakota du Nord
L'élection présidentielle américaine de 2000 au Dakota du Nord a lieu le 7 novembre 2000 comme dans les 49 autres États qui composent les États-Unis. Les électeurs nord-dakotains choisissent des grands électeurs pour les représenter dans le collège électoral à travers un vote populaire. Le Dakota du Nord dispose en 2000 de 3 grands électeurs. L'État donne l'ensemble de ses grands électeurs au candidat du Parti républicain, le gouverneur du Texas George W. Bush. 
Le candidat vainqueur de ce scrutin dans tout le pays sera également George W. Bush, qui occupera la présidence des États-Unis du 20 janvier 2001 au 20 janvier 2009. 